# Parapolyacanthia
Parapolyacanthia – rodzaj chrząszczy z rodziny kózkowatych. 

## Zasięg występowania
Przedstawiciele tego rodzaju występują na Nowej Kaledonii.

## Systematyka
Do Parapolyacanthia zaliczane są 2 gatunki:
- Parapolyacanthia assimilis
- Parapolyacanthia trifolium